# 阿伽玛号 (高达系列)
阿伽玛（ARGAMA）号，是“高达”系列动画作品中登场的虚构宇宙舰艇。首次登场于1985年的电视动画《机动战士Z高达》。
在作品中，由反地球联邦政府组织“A.E.U.G.”建造，是主角卡缪·比丹和柯瓦特罗·巴吉纳的母舰，与前作《机动战士高达》主角的母舰“白色基地”作用类似。汉肯·贝克纳被任命为阿伽玛号的第一任舰长，“白色基地”的舰长布萊德·诺亚担任第二任舰长。本舰是A.E.U.G.的核心，参加了格里普斯战役。在续作《机动战士高达ZZ》中继续担任主角捷多·亚西塔的母舰，也活跃在第一次新吉翁冲突中，在故事的中段与后继舰“拟·阿伽玛”轮流登场。舰船的名字出自印度佛经 （另见“阿含经”）。
这篇文章还介绍了外传作品中出现的同类型船。

## 概述
阿伽玛级突击太空巡洋舰一号舰。参考白色基地建造，强调搭载和运用机动战士（MS）的能力。A.E.U.G.的领袖布莱克斯·福勒准将，本来想要将舰船命名为“白色基地 II”  ，但被其投资者、阿纳海姆电子公司董事长梅兰妮·休·卡宾否定 。木星舰队的名义预算也被挪用到建造中。 
MS 运用能力
可以搭载八台 MS  。它有一个两层的MS甲板，两侧各有一个开放式弹射器甲板。它可以在舰内甲板上进行维护MS，并且具有很高的MS作战能力，这对于巡洋舰来说是不寻常的 。
武装
- 主炮：前部上表面中央1门，前部下表面两侧各1门，后部上表面中央1门，共4门。特点是与炮塔的尺寸相比，炮身相当长。
- 副炮：4 门。主炮底部类似炮管之物，具体细节不详。
- 米加粒子炮：左右各1门，共2门。平常存放在活动护板内。和白色基地一样，炮管是无装甲保护的，但它是单装炮而不是双联炮。后被改装成超巨型米加粒子炮。
- 导弹发射器：舰桥后方的一套。
- 防空武器：最初没有，第二次翻新配备了防空激光炮。

居住部分
居住活体块安装在船体外部，非战斗时伸出专用臂围绕船体旋转，通过离心力产生伪重力，提高舒适度。它还可以在战斗中作为保护舰船中心的盾牌。舰桥部分在战斗中会被拉入船体中，以降低冲击。

### 翻新
虽然阿伽玛号配备了各种武器，但如上所述，它是在作为MS母舰作战的前提下设计的，所以它只有作为巡洋舰最起码的必要武器，单舰的火力不足是一个弱点。在与提坦斯决战之后，A.E.U.G.拥有的机动武器数量减少，阿伽玛号一度只有Z高达和梅塔斯两架MS，以需要加强火力为目的，将拉比安玫瑰宇宙船坞中的超巨型米加粒子炮进行翻新以装备。它的威力足以一击摧毁废弃太空殖民地残骸，甚至让捷多·亚西塔说：“就像殖民地激光炮。”
为了在第一次新吉翁战争中追击新吉翁舰队，它在格拉纳达进行了翻新，目的是在大气层之内作战，除了上述超巨型米加粒子炮外，增加了一个弹射甲板坡道，米诺夫斯基粒子浮空系统、防空（反MS）激光炮等装备。为方便起见，它也被称为“阿伽玛改”。此次改造后，可以使用充气降落伞（Ballute）再入大气层，并使用米诺夫斯基粒子浮空系统在大气层中飞行，但与白色基地不同的是，没有特殊设备是不可能离开大气层的 。